# José Dávila
José Alberto Dávila Cabello (ur. 2000) – peruwiański zapaśnik walczący w stylu klasycznym. Brązowy medalista mistrzostw panamerykańskich w 2019, a także mistrzostw Ameryki Południowej w 2019. Trzeci na mistrzostwach panamerykańskich kadetów w 2015, 2016 i 2017 roku.